# Musée d'Art contemporain de Voïvodine
Le musée d'Art contemporain de Voïvodine (en serbe cyrillique : Музеј савремене уметности Војводине ; en serbe latin : Muzej savremene umetnosti Vojvodine ; en abrégé : MSUV) est un musée consacré à l'art contemporain situé à Novi Sad, la capitale de la province autonome de Voïvodine, en Serbie. Il a été créé en 1966.

## Historique
Le musée d'art contemporain a été fondé sous le nom de « Galerie des beaux-arts contemporains - Novi Sad » le 1er février 1966 par une décision de l'Assemblée de la province autonome de Voïvodine. Il a pris son nom actuel le 13 janvier 2012 et est souvent désigné sous l'acronyme anglais de MoCAV (Museum of Contemporary Art Vojvodina) ou serbe de MSUV.
Après avoir changé plusieurs fois d'emplacement, il est aujourd'hui installé 37 rue Dunavska, dans un bâtiment qu'il partage avec les collections d'histoire de la Voïvodine au XXe siècle, qui dépendent du musée de Voïvodine.

### Directeurs
- Slobodan Sanader (1966-1990)
- Danica Živkov (par intérim, 1990-1992)
- Dragomir Ugren (1992-2003)
- Branislav Jovanović (par intérim, 2003)
- Suzana Vuksanović (par intérim, 2003-2004)
- Radmila Savčić (2004-2005)
- Živko Grozdanić (2005-2011)
- Vladimir Kopicl (2011-2012)
- Vladimir Mitrović (par intérim, 2012-2013)
- Sanja Kojić Mladenov (depuis 2013).

## Collections
Le musée présente environ 2 500 œuvres, réparties en quatre collections.

### Art conceptuel
La collection d'art conceptuel présente des œuvres de László Kerekes, Slavko Matković, Atilla Csernik (Body Poetry, 1975), Božidar Mandić (Maniac, 1974, film super 8), Bogdanka Poznanović (Libri in labirintum, 1986), Vladimir Kopicl, Ratomir Kulić, Predrag Šidjanin, Bálint Szombathy, László Szalma, Radomir Mašić, Jozef Klátik, Tibor Bada, Milica Mrđa, Slobodan Tišma, Čedomir Drča, Jaroslav Supek et Zvonimir Santrač.

### Dessins, œuvres imprimées et œuvres sur papier
Parmi les artistes représentés dans la collection figurent Victor Vasarely (Graphique, 1961), Friedensreich Hundertwasser (Exodus into space , 1971), Marko Spalatin (Cube exit, 1971), Branko Andrić, Bojan Bem (Conquistador, 1968), István Bálind, József Benes, Ferenc Baráth, Sonja Lamut (Deposition, 1977), Bogdan Borčić, Pavel Čáni, Riko Debenjak, Jim Cave, Christian Fossier et Julije Knifer.

### Peintures
La collection de peintures présente des œuvres de :
- Ferenc Maurits, Champ de tir, 1971
- Milan Blanuša
  - La Chambre bleue, 1972
  - La Chambre bleue (Famille VIII), 1972
  - Groupe XII, 1976
- Vladimir Jovanović, Portrait d'un artiste avec son idole, 1976
- Ljubiša Bogosavljević et Miodrag Miljković, Mija-Ljubiša , 1984
- Pál Petrik, Tragédie d'hiver
- Isztván Szajko, La Mariée, 1969
- Gábor Szilágyi, L'Oiseau mort, 1966
- Boško Petrović, Vue de Sremski Karlovci, 1954
- Franc Mihelič, Les Parques, 1967
- Mira Brtka, Costruzione V, 1965
- Milan Kerac
  - Nature morte avec un buste en plâtre, 1958
  - Journée d'automne, 1967
- Zoran Stošić, Racines (La Rue tzigane), 1968
- Milenko Šerban, L'Atelier, 1968
- Petar Mojak
  - Grotesque, 1968
  - L'Atelier, 1969
  - La Route, 1971
- Fedor Soretić, Une Ferme, 1963
- Milorad Mihajlović, Peinture I, 1968
- Ankica Oprešnik, Octobre, 1968
- Milan Kešelj, Centre VII, 1976
- József Ács, Moving in the same space, 1976

### Sculptures, objets, installations
- Oto Logo, Cathédrale V, bronze, 1984
- Josip Diminić, Le Sentiment d'amour, polyester, 1972
- Borislav Šuput, La Machine à écrire, bois, 1979
- Rastislav Škulec, AK-991, acier, 1991
- Slobodan Bodulić, Structure, bois et acier, 1980
- Olga Ungar, Groupe de 5, composite, 2001
- Vlado Rančić, 10, bronze, 1996
- Slobodan Vilček, Vague dans un rêve, composite, 2000
- Jovan Soldatović, Don Quichotte, bronze, 1970
- Igor Antić, Objet (à partir d'aujourd'hui), bois et acier, 1988
- Kosta Bogdanović, Élément du Cycle byzantin, bois, 1980-1990
- Julijana Kiš, La cycliste, bronze, 1976
- Zoran Pantelić, Ring, acier, 1994
- Kosta Angeli Radovani, Femme dans l'eau jusqu'à la cheville, bronze, 1972